# Далин, Марк Александрович
Марк Александрович Да́лин (25 марта 1906 —  25 апреля 1996) — советский учёный, доктор технических наук, профессор, академик АН Азербайджанской Республики, директор Всесоюзного Научно-Исследовательского Технологического Института по получению и переработке низкомолекулярных  олефинов (ВНИИолефин), почётный нефтехимик СССР, лауреат  Государственных премий СССР,  Совета Министров СССР. Автор 350 научных трудов и 150 изобретений. Имя Далина М. А. как одного из основателей нефтехимии, наряду с именами таких выдающихся учёных-нефтехимиков Азербайджана, как Ю.Мамедалиев, В.Гутыря, М.Нагиев, Р.Исмаилов вошло в золотой фонд выдающихся химиков мира.

## Биография
Родился 25 марта 1906 года в Баку в еврейской семье, отец Александр Лазаревич Далин (?—1907) был инженером-строителем. Мать — Анна Марковна Далина (1871—1956). Закончив в 1930 году Азербайджанский индустриальный институт, молодой инженер Марк Далин возглавил группу специалистов Азербайджанского нефтяного научно-исследовательского института для разработки технологии получения  этилового спирта. В 1934 году создан опытный завод синтетического  каучука (Аз. СК), главным инженером которого, и впоследствии, его директором назначается 28-летний М. А. Далин.
Начиная с 1935 года на опытном заводе АзСК под руководством М. А. Далина были разработаны процессы  пиролиза различных видов нефтяного сырья, разделения пирогаза, синтеза этилового и  изопропилового спирта методами прямой и сернокислой гидротации, алкилирование  бензола  этиленом и пропиленом на хлористом алюминии. Этот период жизни М. А. Далина стал «звёздным» и вся дальнейшая профессиональная деятельность была связана с АзСК.
В годы  Великой Отечественной войны этот завод стал под руководством М. А. Далина оборонным предприятием и поставлял фронту нафтенат алюминия,  хлористый хромил, аэролак, сахарин,  стрептоцид, толуол  альфа-нафтол и другую продукцию. В это же время к заводу была прикомандирована группа специалистов, возглавляемая  И. В. Курчатовым, которые конструировали аппараты для дымовых завес, компактный огнемёт и некоторые другие виды военного оружия, в разработке которых инженер Далин также принимал активное участие.
Среди материалов, в которых остро нуждалась оборонная промышленность, было органическое стекло. При освоении его производства на основе  ацетона и  синильной кислоты использовалась установка для производства  изопропилового спирта и далее —  ацетона. Этот комплекс, изопропиловый спирт — ацетон, был во время войны наиболее крупным поставщиком исходного сырья для производства органического стекла. Тогда же М. А. Далин плодотворно работал над новыми процессами производства нефтехимического синтеза.
В 1946 году он награждён  Государственной Премией СССР за разработку и внедрение процесса синтеза алкилбензолов, применяющихся в качестве высокооктанового компонента авиабензина. Это было делом стратегического значения. В 1952 году Далин М. А. вновь удостоен Государственной Премии СССР за работы в области гидратации олефинов, которые были широко внедрены в промышленность. В 1959 году М. А. Далин был избран действительным членом Академии Наук Азербайджанской ССР. С 1960—1963 году он являлся академиком-секретарём отделения химических наук Академии Наук Азербайджанской ССР.

## Научная деятельность
В 1962 году по инициативе М. А. Далина, создаётся Всесоюзный Научно-Исследовательский Технологический Институт по получению и переработке низкомолекулярных олефинов, бессменным директором которого он был до 1987 года. Установка газоразделения, функционирующая на опытном заводе, производила этилен и пропилен полимеризационной чистоты. На базе этих чистых продуктов в 1960—1990 гг. под руководством М. А. Далина разработаны и апробированы в опытно-промышленном масштабе многочисленные синтезы важнейших нефтехимических продуктов.
Благодаря тонкой инженерной интуиции Далина М. А., разработка процесса велась без стадии лабораторных исследований, непосредственно в опытных цехах института, что значительно сокращало срок от идеи до внедрения. Многие из разработок Далина М. А. были внедрены в крупнотоннажном масштабе в России, Болгарии, Чехословакии.
Высокий научный уровень разработок института, широкий тематический охват исследований, неординарная личность директора привлекают в 1970—1980 годы к институту внимание зарубежных фирм. На базе института проводятся мероприятия по линии ЮНИДО, ООН, СЭВ, международные и отраслевые совещания, выполняются совместные работы с фирмами ROHM and HAAS (США) по синтезу метакриловых соединений, с DISTILIERS Co (Англия) и SOHIO (США) по окислительному оммонолизу пропилена, с Институтом Нефти Франции по дегидрированию н-парафинов, с чехословацким концерном CHEMOPETROL и др.
Огромная эрудиция, большой практический опыт и удивительная научная интуиция позволили учёному ставить и решать актуальные проблемы в самых различных направлениях промышленной нефтехимии. Под его руководством были разработаны научные основы процессов переработки многих продуктов и новых технологических приёмов, запатентованных во многих промышленно развитых странах Америки и Европы. Среди них — синтез  нитрила акриловой кислоты,  этилен-пропиленовых  эластомеров,  полиэтилена высокой плотности.

## Краткая хронология жизни и деятельности
- 1922—1926 — учёба в гимназии.
- 1926—1930 — учёба в Азербайджанском индустриальном институте.
- 1930—1934 — работа в Азербайджанском научно-исследовательском институте нефтеперерабатывающей промышленности, в котором возглавил группу специалистов для разработки технологии получения этилового спирта.
- 1934 — назначение директором опытного завода «АзСК» («Азербайджанский синтетический каучук»)
- 1935—1960 — разработал и внедрил в промышленность пиролиз различных видов нефтяного сырья, разделение углеводородных газов, получение этил- и изопропилбензола, этилового и изопропилового спиртов методами прямой и сернокислотной гидратации.
- 1946 — присуждение Государственной премии СССР.
- 1952 — присуждение Государственной премии СССР.
- 1953 — профессор Азербайджанском институте нефти и химии
- 1959 — избрание действительным членом АН Азербайджанской ССР.
- 1960—1963 — академик-секретарь Отделения химических наук АН Азербайджанской ССР.
- 1960—1970 — создание синтеза нитрила акриловой кислоты, этилен-пропиленовых эластомеров, п-трет-бутил-фенола и полиэтилена высокой плотности.
- 1963 — избрание директором Всесоюзного научно-исследовательского института олефинов (ВНИИолефин)
- 1965 — создание технологию получения бензола гидрогенизационной переработкой жидких продуктов пиролиза
- 1972 — создание технологию получения ударопрочного полистирола
- 1973 — создание технологию получения альфа-олефинов высокотемпературной олигомеризацией этилена
- 1975 — создание технологию получения окиси пропилена и стирола
- 1981 — присуждение премии Совета Министров СССР — за создание крупнотоннажных производств этилбензола.

Далин М. А. — автор сотен научных трудов и изобретений. На его монографиях по проблемам нефтехимии учились и повышали квалификацию нефтехимики нескольких поколений, в том числе и за рубежом. 

## Награды и премии
Большие заслуги академика Далина М. А. в развитии науки и промышленности были отмечены высокими правительственными наградами. Он был награждён орденом Ленина, двумя орденами Трудового Красного Знамени, орденами Знак Почёта, многими медалями. В 1996 году, Далин М. А., указом Президента Азербайджанской Республики Алиева Г. А., был награждён высшей наградой Азербайджана — орденом «Слава».